# Дюймовочка (карликовая лошадь)
Дюймовочка (англ. Thumbelina; 1 мая 2001 года — 2018) — карликовая мини-лошадь и самая маленькая лошадь в мире. Она была ростом 43 сантиметра (17 дюймов) и весила 26 килограммов (57 фунтов), официально получив титул самой маленькой лошади в мире от книги рекордов Гиннесса с 7 июля 2006 года.
Дюймовочка родилась в Сент-Луисе, штат Миссури. Её владельцы, Пол и Кей Госслинг, и их сын Майкл Госслинг ухаживали за ней наряду со многими другими миниатюрными лошадьми на своей маленькой ферме в Ладу под названием Goose Creek Farms. Как и многие другие карликовые животные, Дюймовочка была довольно толстой и обладала короткими конечностями. Умерла лошадь в 2018 году.